# Cratere Belun
Belun  è un cratere sulla superficie di Cerere.